# الکساندر ایوانوف (کشتی‌گیر)
الکساندر ایوانوف (انگلیسی: Aleksandr Ivanov؛ زادهٔ ۱۰ january ۱۹۵۱ (۷۴ سال)) کشتی‌گیر اهل اتحاد جماهیر شوروی سوسیالیستی است.
وی در مسابقات کشوری و بین‌المللی در مجموع برندهٔ ۱ مدال نقره شده‌است.